# Gravplats

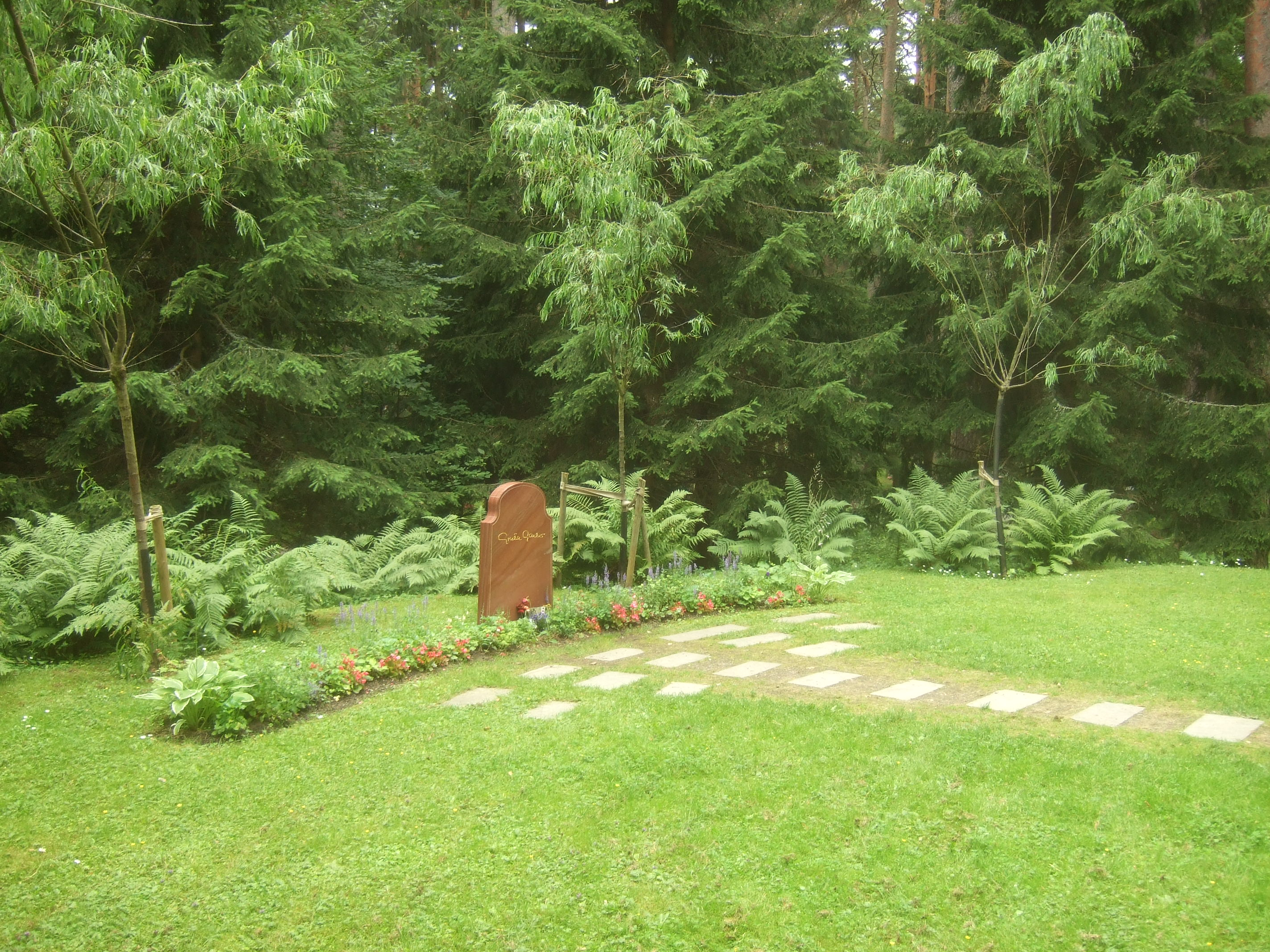
Greta Garbos gravplats på Skogskyrkogården är en så kallad ensamgrav.

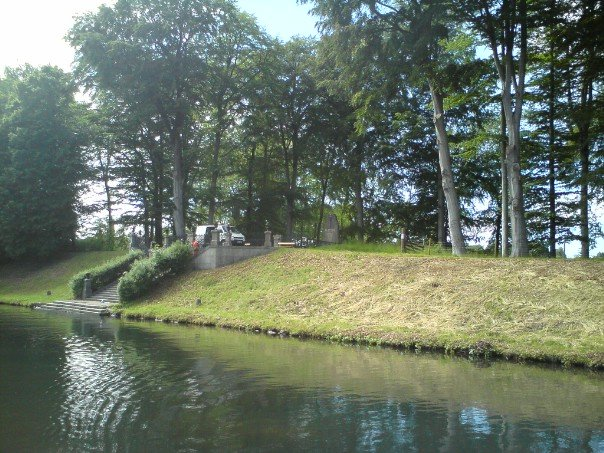
Baltzar von Platens familjegrav, utmed Göta Kanal i Motala 2009

Gravplats kallas (oavsett om den har grävts) den plats, inom eller utanför en etablerad begravningsplats, där stoftet efter en eller flera personer eller djur har gravsatts. Oftast har gravsatta personer inom samma gravplats en närmare anknytning till varandra. En sådan gravplats för nära släktingar kallas familjegrav.
Gravrätt är rätten att gravsätta en avliden i en gravplats och att besluta om gravplatsens vård.
En av de äldsta kodifieringarna av kristen gravrätt är påve Innocentius III:s bulla De sepulturis, som anger att kristna inte skall begravas med hedningar, och att de som avvikit från kristendomen inte skall erkännas kristen gravrätt (De sepulturis). Enligt gällande kanonisk rätt, skall kristna gravar välsignas och den sakrala karaktären som gravplatser har iakttagas och beskyddas. Kristen gravrätt omfattar inte kättare eller dem som kremerats av orsaker som strider mot kanonisk rätt.

## Gravrätten i Sverige

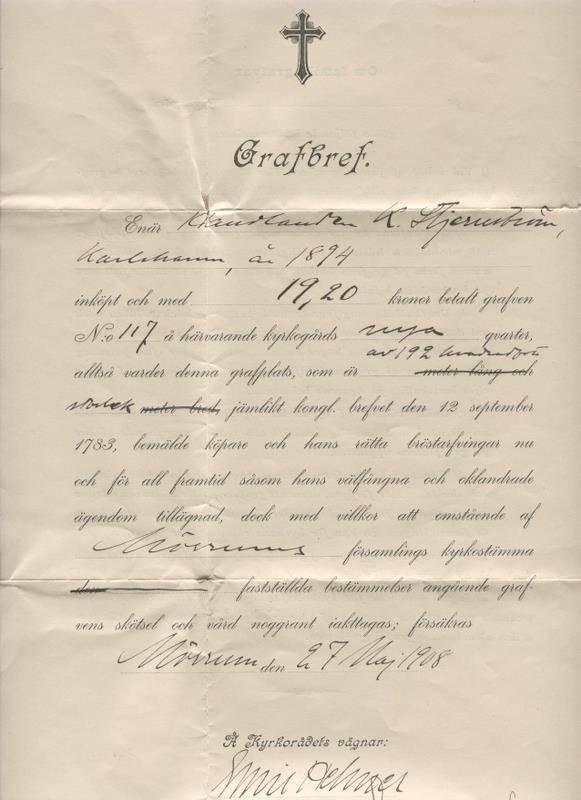
Gravbrev utfärdat i Mörrum 1908.

Gravrätten regleras i lag. I Lagen om gravrätt 1963, som upphört, definierades gravrätten i Sverige som att en viss plats upplåts till jordande åt en avliden persons stoft eller aska. Gravrätten hör till den offentliga rätten, men har liknats vid nyttjanderätten från civilrätten. Denna betydelse bibehölls när gällande lag om gravrätt skrevs. Till gravrätten hörde innan 1963 års lag rätten att jordfästas i vigd jord, det vill säga på en kyrkogård, men detta ansågs inte vara en offentligrättslig fråga, utan i verkligheten blev gravrätten ett avtal mellan kyrkan och anhöriga till de gravsatta, ofta enligt önskemål som den döda meddelat före frånfället.
I äldre tider krävdes att den döde var döpt för att vederbörande skulle ha gravrätt i Sverige. Sedan Svenska kyrkan skilts från staten, då kyrkan emellertid fick behålla nästan alla begravningsplatser i landet, har gravrätten blivit mer och mer liberal gentemot invånarna.

## Gravrättsinnehavare
Enligt svensk lag (SFS 1990:1144) skall för varje gravplats finnas en levande så kallad gravrättsinnehavare, vilken ansvarar för att graven hålls i gott skick, antingen genom egen skötsel eller genom avtal med respektive huvudman för begravningsplatsen. Gravrättsinnehavaren utses bland de efterlevande och fastställs genom avtal, då ett gravbrev utfärdas som bevis. Avtalet omfattar oftast rätt att bestämma vilka gravsättningar som får göras i aktuell gravplats och med tillstånd ordna för dess utsmyckning och omvårdnad. Gravrätt kan överlåtas enligt vissa regler. Den kan även anses förbrukad om uppenbar vanvård av graven föreligger, exempelvis om fastställda avgifter for grundskötsel inte betalas, och återgår då till kyrkogårdsförvaltningen. Om ingen finns som är innehavare, är gravrätten tyst eller vilande. Rätten till gravplats varar i 25 år, men kan förlängas.